# 5202 Charleseliot
5202 Charleseliot è un asteroide della fascia principale. Scoperto nel 1983, presenta un'orbita caratterizzata da un semiasse maggiore pari a 2,4007589 UA e da un'eccentricità di 0,1654074, inclinata di 12,61677° rispetto all'eclittica.